# A Mentőhelikopter epizódjainak listája
Ez a cikk a Mentőhelikopter című sorozat epizódjait listázza.

## Évados áttekintés
| Évad | Évad | Epizódok | Eredeti sugárzás     | Eredeti sugárzás   | Eredeti adó |
| Évad | Évad | Epizódok | Évadpremier          | Évadfinálé         | Eredeti adó |
| ---- | ---- | -------- | -------------------- | ------------------ | ----------- |
|      | 1    | 6        | 1998. január 27.     | 1998. március 3.   | ZDF         |
|      | 2    | 8        | 1999. január 20.     | 1999. március 10.  | ZDF         |
|      | 3    | 6        | 2000. április 5.     | 2000. május 10.    | ZDF         |
|      | 4    | 9        | 2000. szeptember 13. | 2000. november 22. | ZDF         |
|      | 5    | 10       | 2001. szeptember 19. | 2001. december 5.  | ZDF         |
|      | 6    | 10       | 2002. április 3.     | 2002. június 5.    | ZDF         |
|      | 7    | 12       | 2003. február 12.    | 2003. május 7.     | ZDF         |
|      | 8    | 15       | 2004. szeptember 15. | 2004. december 29. | ZDF         |
|      | 9    | 7        | 2005. március 16.    | 2005. április 20.  | ZDF         |
|      | 10   | 12       | 2005. szeptember 28. | 2005. december 14. | ZDF         |
|      | 11   | 13       | 2007. április 11.    | 2007. július 11.   | ZDF         |

## Pilot film (1997)
| #  | Cím                                           | Rendező      | Író         | Premier                                                                     |
| -- | --------------------------------------------- | ------------ | ----------- | --------------------------------------------------------------------------- |
| 1. | Négy barát akcióban (Vier Freunde im Einsatz) | Rolf Liccini | Rainer Berg | 1997. február 15. 2006. december 14. (1. rész) 2006. december 15. (2. rész) |

## 1. évad (1998)
| Sor. | Év. | Cím                                  | Rendező      | Író                        | Premier                              |
| ---- | --- | ------------------------------------ | ------------ | -------------------------- | ------------------------------------ |
| 1.   | 1.  | Fény a sötétben (Licht im Dunkeln)   | Rolf Liccini | Rainer Berg                | 1998. január 27. 2006. december 18.  |
| 2.   | 2.  | Végleges szakítás (Was lange gärt …) | Rolf Liccini | Rainer Berg                | 1998. február 3. 2006. december 19.  |
| 3.   | 3.  | Vak düh (Blinde Wut)                 | Rolf Liccini | Rainer Berg                | 1998. február 10. 2006. december 20. |
| 4.   | 4.  | Zuhanórepülés (Sturzflug)            | Rolf Liccini | Rainer Berg                | 1998. február 17. 2006. december 21. |
| 5.   | 5.  | Fekete péntek (Schwarzer Freitag)    | Rolf Liccini | Rainer Berg                | 1998. február 24. 2006. december 22. |
| 6.   | 6.  | Boldog szülinapot! (Happy Birthday)  | Rolf Liccini | Rainer Berg, Jochim Scherf | 1998. március 3. 2007. január 2.     |

## 2. évad (1999)
| Sor. | Év. | Cím                                        | Rendező            | Író                        | Premier                            |
| ---- | --- | ------------------------------------------ | ------------------ | -------------------------- | ---------------------------------- |
| 7.   | 1.  | Pánikban (In Panik)                        | Klaus Gietinger    | Rainer Berg, Jochim Scherf | 1999. január 20. 2007. január 3.   |
| 8.   | 2.  | Vakrepülés (Blindflug)                     | Klaus Gietinger    | Rainer Berg, Jochim Scherf | 1999. január 27. 2007. január 4.   |
| 9.   | 3.  | Sokk (Der Schock)                          | Wilhelm Engelhardt | Rainer Berg                | 1999. február 3. 2007. január 5.   |
| 10.  | 4.  | Sarokba szorítva (Mit dem Rücken zur Wand) | Wilhelm Engelhardt | Rainer Berg, Jochim Scherf | 1999. február 10. 2007. január 8.  |
| 11.  | 5.  | Jóban, rosszban (Auf Gedeih und Verderb)   | Rolf Liccini       | Rainer Berg, Jochim Scherf | 1999. február 17. 2007. január 9.  |
| 12.  | 6.  | Derült égből (Ohne Vorwarnung)             | Rolf Liccini       | Rainer Berg                | 1999. február 24. 2007. január 10. |
| 13.  | 7.  | Rettegésben (Die Angst im Nacken)          | Rolf Liccini       | Rainer Berg, Jochim Scherf | 1999. március 3. 2007. január 11.  |
| 14.  | 8.  | Hideg, meleg (Heiß und kalt)               | Rolf Liccini       | Rainer Berg                | 1999. március 10. 2007. január 12. |

## 3. évad (2000)
| Sor. | Év. | Cím                                       | Rendező      | Író                                           | Premier                            |
| ---- | --- | ----------------------------------------- | ------------ | --------------------------------------------- | ---------------------------------- |
| 15.  | 1.  | Tehetetlenség (Schreckliche Ohnmacht)     | Rolf Liccini | Rainer Berg, Jochim Scherf                    | 2000. április 5. 2007. január 15.  |
| 16.  | 2.  | Nevető őrangyalok (Lachende Schutzengel)  | Rolf Liccini | Rainer Berg, Jochim Scherf                    | 2000. április 12. 2007. január 16. |
| 17.  | 3.  | Játék az élettel (Spiel mit dem Leben)    | Hans Werner  | Jochim Scherf                                 | 2000. április 19. 2007. január 17. |
| 18.  | 4.  | Befolyáson kívül (Außer Kontrolle)        | Hans Werner  | Rudolf Anders, Jochim Scherf, Georg Schiemann | 2000. április 26. 2007. január 18. |
| 19.  | 5.  | Erőpróba (Um Kopf und Kragen)             | Hans Werner  | Rudolf Anders, Georg Schiemann                | 2000. május 3. 2007. január 19.    |
| 20.  | 6.  | A szerelem veszélyei (Gefahren der Liebe) | Rolf Liccini | Georg Schiemann                               | 2000. május 10. 2007. január 22.   |

## 4. évad (2000)
| Sor. | Év. | Cím                                               | Rendező         | Író                            | Premier                               |
| ---- | --- | ------------------------------------------------- | --------------- | ------------------------------ | ------------------------------------- |
| 21.  | 1.  | Szorult helyzetben (Das Kind im Brunnen)          | Rolf Liccini    | Herbert Aßheuer                | 2000. szeptember 13. 2007. január 23. |
| 22.  | 2.  | Robbanás (Durchgeknallt)                          | Rolf Liccini    | Herbert Aßheuer                | 2000. szeptember 20. 2007. január 24. |
| 23.  | 3.  | Thomas búcsúja (Abschied von Thomas)              | Georg Schiemann | Herbert Aßheuer                | 2000. október 4. 2007. január 25.     |
| 24.  | 4.  | Az új fiú (Der Neue)                              | Georg Schiemann | Georg Schiemann                | 2000. október 11. 2007. január 26.    |
| 25.  | 5.  | Túl messzire mentek (Zu weit gegangen)            | Georg Schiemann | Rudolf Anders, Georg Schiemann | 2000. október 18. 2007. október 21.   |
| 26.  | 6.  | Fiatal tehetségek a csapatban (Nachwuchs im Team) | Georg Schiemann | Rudolf Anders, Georg Schiemann | 2000. október 25. 2007. október 28.   |
| 27.  | 7.  | Mindenki egyért (Alle für Einen)                  | Georg Schiemann | Rudolf Anders, Georg Schiemann | 2000. november 8. 2007. november 4.   |
| 28.  | 8.  | Elhagyatva (Allein gelassen)                      | Georg Schiemann | Rudolf Anders                  | 2000. november 15. 2007. november 11. |
| 29.  | 9.  | Vadászidény (Jagdsaison)                          | Georg Schiemann | Rudolf Anders                  | 2000. november 22. 2007. november 18. |

## 5. évad (2001)
| Sor. | Év. | Cím                                     | Rendező         | Író             | Premier                                 |
| ---- | --- | --------------------------------------- | --------------- | --------------- | --------------------------------------- |
| 30.  | 1.  | Gyerekparadicsom (Kinderparadies)       | Rolf Liccini    | Herbert Aßheuer | 2001. szeptember 19. 2007. november 25. |
| 31.  | 2.  | Halálos baleset (Todesfahrt)            | Rolf Liccini    | Herbert Aßheuer | 2001. szeptember 26. 2007. december 2.  |
| 32.  | 3.  | Bajban a csapat (Das Team in Not)       | Rolf Liccini    | Herbert Aßheuer | 2001. október 10. 2007. december 9.     |
| 33.  | 4.  | Búcsú Marentől (Abschied von Maren)     | Rolf Liccini    | Herbert Aßheuer | 2001. október 17. 2007. december 16.    |
| 34.  | 5.  | Torsten döntése (Torstens Entscheidung) | Georg Schiemann | Rudolf Anders   | 2001. október 24.                       |
| 35.  | 6.  | Az ajánlat (Das Angebot)                | Georg Schiemann | Rudolf Anders   | 2001. október 31.                       |
| 36.  | 7.  | Lővonalban (In der Schusslinie)         | Georg Schiemann | Rudolf Anders   | 2001. november 7.                       |
| 37.  | 8.  | Afrikai láz (Afrikanisches Fieber)      | Thomas Jacob    | Rudolf Anders   | 2001. november 21.                      |
| 38.  | 9.  | Robbanásveszély (Explosiv)              | Thomas Jacob    | Herbert Aßheuer | 2001. november 28.                      |
| 39.  | 10. | Halálszaltó (Todessturz)                | Thomas Jacob    | Herbert Aßheuer | 2001. december 5.                       |

## 6. évad (2002)
| Sor. | Év. | Cím                                          | Rendező         | Író                              | Premier           |
| ---- | --- | -------------------------------------------- | --------------- | -------------------------------- | ----------------- |
| 40.  | 1.  | Máról holnapra (Auf Knall und Fall)          | Thomas Jacob    | Rudolf Anders                    | 2002. április 3.  |
| 41.  | 2.  | Wollcke elszánja magát (Wollckes Wagnis)     | Thomas Jacob    | Rudolf Anders                    | 2002. április 10. |
| 42.  | 3.  | Ég és föld között (Zwischen Himmel und Erde) | Thomas Jacob    | Rudolf Anders                    | 2002. április 17. |
| 43.  | 4.  | A desszert (Zum Dessert)                     | Thomas Jacob    | Herbert Aßheuer                  | 2002. április 24. |
| 44.  | 5.  | Kánikula (Hitzefrei)                         | Rolf Liccini    | Herbert Aßheuer                  | 2002. május 1.    |
| 45.  | 6.  | A trauma (Das Trauma)                        | Rolf Liccini    | Herbert Aßheuer                  | 2002. május 8.    |
| 46.  | 7.  | Félreértések (Missverständnisse)             | Rolf Liccini    | Herbert Aßheuer                  | 2002. május 15.   |
| 47.  | 8.  | Veszélyes esküvő (Gefährliche Hochzeit)      | Rolf Liccini    | Scarlett Kleint, Roswitha Seidel | 2002. május 22.   |
| 48.  | 9.  | Csupa meglepetés (Voller Überraschungen)     | Christian Stier | Scarlett Kleint, Roswitha Seidel | 2002. május 29.   |
| 49.  | 10. | A születésnap (Der Geburtstag)               | Christian Stier | Scarlett Kleint, Roswitha Seidel | 2002. június 5.   |

## 7. évad (2003)
| Sor. | Év. | Cím                                             | Rendező       | Író                              | Premier           |
| ---- | --- | ----------------------------------------------- | ------------- | -------------------------------- | ----------------- |
| 50.  | 1.  | Időzített bomba (Die Zeitbombe)                 | Thomas Jacob  | Rudolf Anders                    | 2003. február 12. |
| 51.  | 2.  | Üdvözöljük a fedélzeten! (Willkommen an Bord!)  | Thomas Jacob  | Rudolf Anders                    | 2003. február 19. |
| 52.  | 3.  | Tele reménnyel (Voller Hoffnung)                | Thomas Jacob  | Rudolf Anders                    | 2003. február 26. |
| 53.  | 4.  | Fájó tapasztalatok (Schmerzhafte Erfahrungen)   | Thomas Jacob  | Rudolf Anders                    | 2003. március 5.  |
| 54.  | 5.  | Pletykafészek (Gerüchteküche)                   | Guido Pieters | Herbert Aßheuer                  | 2003. március 12. |
| 55.  | 6.  | Csupa katasztrófa (Lauter Katastrophen)         | Guido Pieters | Herbert Aßheuer                  | 2003. március 19. |
| 56.  | 7.  | A döntés (Die Entscheidung)                     | Guido Pieters | Scarlett Kleint, Roswitha Seidel | 2003. március 26. |
| 57.  | 8.  | Pilóta esküvő (Pilotenhochzeit)                 | Guido Pieters | Scarlett Kleint, Roswitha Seidel | 2003. április 2.  |
| 58.  | 9.  | Újrakezdés (Neustart)                           | Guido Pieters | Josh Goldberg                    | 2003. április 16. |
| 59.  | 10. | Riválisok a pilótafülkében (Rivalen im Cockpit) | Bodo Schwarz  | Josh Goldberg                    | 2003. április 23. |
| 60.  | 11. | Elátkozott nap (Der verflixte Tag)              | Bodo Schwarz  | Nicole Houwer                    | 2003. április 30. |
| 61.  | 12. | A válás mindig fáj (Trennung tut weh)           | Bodo Schwarz  | Nicole Houwer                    | 2003. május 7.    |

## 8. évad (2004)
| Sor. | Év. | Cím                                                             | Rendező         | Író                             | Premier              |
| ---- | --- | --------------------------------------------------------------- | --------------- | ------------------------------- | -------------------- |
| 62.  | 1.  | Szerelmi bánat (Liebeskummer)                                   | Michael Knof    | Matthias Herbert                | 2004. szeptember 15. |
| 63.  | 2.  | Királycsemeték (Königskinder)                                   | Michael Knof    | Matthias Herbert                | 2004. szeptember 22. |
| 64.  | 3.  | Friss szél a mentőközpontban (Frischer Wind im Rettungszentrum) | Guido Pieters   | Josh Goldberg                   | 2004. szeptember 29. |
| 65.  | 4.  | Szerelmi bizonyíték (Der Liebesbeweis)                          | Guido Pieters   | Josh Goldberg                   | 2004. október 6.     |
| 66.  | 5.  | Az ötödik kerék (Fünftes Rad am Wagen)                          | Guido Pieters   | Josh Goldberg                   | 2004. október 13.    |
| 67.  | 6.  | A nap hőse (Der Held des Tages)                                 | Guido Pieters   | Matthias Herbert                | 2004. október 20.    |
| 68.  | 7.  | Csapdában (In der Falle)                                        | Guido Pieters   | Matthias Herbert                | 2004. október 27.    |
| 69.  | 8.  | A kicsi hős (Der kleine Held)                                   | Klaus Wirbitzky | Marc Blöbaum, Marco Wiersch     | 2004. november 10.   |
| 70.  | 9.  | Hamis gyanú (Falscher Verdacht)                                 | Klaus Wirbitzky | Marc Blöbaum, Marco Wiersch     | 2004. november 17.   |
| 71.  | 10. | Halálfélelem (Todesangst)                                       | Klaus Wirbitzky | Rudolf Anders                   | 2004. november 24.   |
| 72.  | 11. | Az utód (Der Ersatzmann)                                        | Klaus Wirbitzky | Rudolf Anders                   | 2004. december 1.    |
| 73.  | 12. | Apák és fiúk (Väter und Söhne)                                  | Klaus Wirbitzky | Scarlett Kleint                 | 2004. december 8.    |
| 74.  | 13. | A titokzatos beteg (Der geheimnisvolle Patient)                 | Michael Knof    | Matthias Herbert, Nicole Houwer | 2004. december 15.   |
| 75.  | 14. | Élet hazugságok nélkül (Leben ohne Lügen)                       | Michael Knof    | Rudolf Anders                   | 2004. december 22.   |
| 76.  | 15. | Szívtelen apák (Rabenväter)                                     | Thomas Nikel    | Nicole Houwer                   | 2004. december 29.   |

## 9. évad (2005)
| Sor. | Év. | Cím                                          | Rendező         | Író                         | Premier           |
| ---- | --- | -------------------------------------------- | --------------- | --------------------------- | ----------------- |
| 77.  | 1.  | Minden törékeny (Zerbrechlich)               | Thomas Nikel    | Nicole Houwer               | 2005. március 16. |
| 78.  | 2.  | Régi barátok (Alte Kameraden)                | Thomas Nikel    | Matthias Herbert            | 2005. március 16. |
| 79.  | 3.  | A szerelemért (Für die Liebe)                | Thomas Nikel    | Matthias Herbert            | 2005. március 23. |
| 80.  | 4.  | Cserbenhagyás (Fahrerflucht)                 | Walter Feistle  | Marco Wiersch               | 2005. március 30. |
| 81.  | 5.  | Titkok és hazugságok (Lügen und Geheimnisse) | Walter Feistle  | Astrid Ströher              | 2005. április 6.  |
| 82.  | 6.  | Üdvözlet Szingapúrba (Grüße nach Singapur)   | Gero Weinreuter | Lydia Monske, Marco Wiersch | 2005. április 13. |
| 83.  | 7.  | Csillagjegy (Sternzeichen)                   | Gero Weinreuter | Astrid Ströher              | 2005. április 20. |

## 10. évad (2005)
| Sor. | Év. | Cím                                         | Rendező           | Író                              | Premier              |
| ---- | --- | ------------------------------------------- | ----------------- | -------------------------------- | -------------------- |
| 84.  | 1.  | Halálos könnyelműség (Tödlicher Leichtsinn) | Gero Weinreuter   | Astrid Ströher                   | 2005. szeptember 28. |
| 85.  | 2.  | Méregfullánk (Giftstachel)                  | Bodo Schwarz      | Nicole Houwer                    | 2005. október 5.     |
| 86.  | 3.  | Vissza az életbe (Ins Leben zurück)         | Bodo Schwarz      | Matthias Herbert                 | 2005. október 12.    |
| 87.  | 4.  | Búcsú a boldogságtól (Abschied vom Glück)   | Gero Weinreuter   | Nicole Houwer                    | 2005. október 19.    |
| 88.  | 5.  | Szívügyek (Herzflattern)                    | Bodo Schwarz      | Jens Jendrich, Astrid Ströher    | 2005. november 2.    |
| 89.  | 6.  | Meglepő fordulat (Überraschende Wendung)    | Thomas Nikel      | Astrid Ströher                   | 2005. november 9.    |
| 90.  | 7.  | Remények és csalódások (Hoch hinaus)        | Thomas Nikel      | Matthias Herbert                 | 2005. november 16.   |
| 91.  | 8.  | Konokfejűek (Dickköpfe)                     | Thomas Nikel      | Leonie Terfort                   | 2005. november 23.   |
| 92.  | 9.  | Rövidzárlat (Kurzschluss)                   | Gero Weinreuter   | Astrid Ströher                   | 2005. november 23.   |
| 93.  | 10. | Vágyódások (Sehnsüchte)                     | Wolfgang Dickmann | Astrid Ströher                   | 2005. november 30.   |
| 94.  | 11. | A válás (Trennung)                          | Wolfgang Dickmann | Matthias Herbert, Astrid Ströher | 2005. december 7.    |
| 95.  | 12. | Tévelygők (Irrtümer)                        | Wolfgang Dickmann | Matthias Herbert                 | 2005. december 14.   |

## 11. évad (2007)
| Sor. | Év. | Cím                                          | Rendező           | Író                            | Premier           |
| ---- | --- | -------------------------------------------- | ----------------- | ------------------------------ | ----------------- |
| 96.  | 1.  | A nagy nap (Ein großer Tag)                  | Thomas Nikel      | Jochim Scherf                  | 2007. április 11. |
| 97.  | 2.  | Anyai gondok (Muttersorgen)                  | Thomas Nikel      | Christoph Mattner              | 2007. április 18. |
| 98.  | 3.  | Az élet sűrűjében (Mitten im Leben)          | Thomas Nikel      | Bele Nord                      | 2007. április 25. |
| 99.  | 4.  | Döntések (Entscheidungen)                    | Thomas Nikel      | Jacqueline Tillmann            | 2007. május 2.    |
| 100. | 5.  | Bizalmi kérdések (Vertrauensfragen)          | Wolfgang Dickmann | Matthias Herbert               | 2007. május 9.    |
| 101. | 6.  | Örökkön-örökké (Für immer und ewig)          | Wolfgang Dickmann | Gabi Krieg                     | 2007. május 16.   |
| 102. | 7.  | Igazi barátság (Echte Freundschaft)          | Wolfgang Dickmann | Jochim Scherf                  | 2007. május 23.   |
| 103. | 8.  | Világos beszéd (Klare Worte)                 | Wolfgang Dickmann | Leonie Terfort                 | 2007. május 30.   |
| 104. | 9.  | Harc a boldogságért (Das Streben nach Glück) | Donald Kraemer    | Matthias Herbert               | 2007. június 13.  |
| 105. | 10. | Ármány és szerelem (Kabale und Liebe)        | Donald Kraemer    | Gabi Krieg                     | 2007. június 20.  |
| 106. | 11. | Újrakezdés (Neuanfänge)                      | Donald Kraemer    | Christoph Mattner              | 2007. június 27.  |
| 107. | 12. | Életkedv (Lust auf Leben)                    | Donald Kraemer    | Bele Nord                      | 2007. július 4.   |
| 108. | 13. | Szép kilátások (Schöne Aussichten)           | Donald Kraemer    | Andreas Kuntoff, Jochim Scherf | 2007. július 11.  |